# Landtagswahl im Trentino 1993
Die Landtagswahl im Trentino 1993 fand am 21. November als Wahl zum Regionalrat Trentino-Südtirol statt. Gewählt wurden die 35 Mitglieder des Trentiner Landtags.
Am selben Tag fand auch die Wahl zum Südtiroler Landtag statt.

## Ergebnis
| Listen                                    | Listen                                                    | Stimmen | %    | Mandate |
| ----------------------------------------- | --------------------------------------------------------- | ------- | ---- | ------- |
|                                           | Democrazia Cristiana                                      | 74.274  | 24,1 | 9       |
|                                           | Partito Autonomista Trentino Tirolese                     | 62.138  | 20,1 | 7       |
|                                           | Lega Nord                                                 | 50.095  | 16,2 | 6       |
|                                           | La Rete                                                   | 29.386  | 9,5  | 4       |
|                                           | Partito Democratico della Sinistra                        | 19.370  | 6,3  | 2       |
|                                           | Lega Autonomia Trentino                                   | 12.014  | 3,9  | 1       |
|                                           | Solidarietà                                               | 10.025  | 3,3  | 1       |
|                                           | Movimento Sociale Italiano – Destra Nazionale             | 9.343   | 3,0  | 1       |
|                                           | Alleanza per il Trentino (Verdi – PSI – LMP – Referendum) | 9.192   | 3,0  | 1       |
|                                           | Partito della Rifondazione Comunista                      | 5.506   | 1,8  | 1       |
|                                           | Partito Socialista Democratico Italiano                   | 5.273   | 1,7  | 1       |
|                                           | Alleanza Democratica                                      | 4.240   | 1,4  | 1       |
|                                           | Lega Tridente                                             | 3.511   | 1,1  | –       |
|                                           | Partito Repubblicano Italiano                             | 3.364   | 1,1  | –       |
|                                           | Lega Socialista Trentino                                  | 3.272   | 1,1  | –       |
|                                           | Popolari per il Trentino                                  | 3.259   | 1,1  | –       |
|                                           | Unione di Centro                                          | 3.049   | 1,0  | –       |
|                                           | I Democratici                                             | 1.071   | 0,3  | –       |
| Gesamt                                    | Gesamt                                                    | 308.382 | 100  | 35      |
|                                           |                                                           |         |      |         |
| Quelle: Autonome Region Trentino-Südtirol |                                                           |         |      |         |